# Japonia na Letnich Igrzyskach Olimpijskich 1956
Na Letnich Igrzyskach Olimpijskich 1956 reprezentowało Japonię 110 sportowców (94 mężczyzn i 16 kobiet) w 71 dyscyplinach. 

## Medaliści
| Medal  | Nazwisko                                                                                  | Sport      | Konkurencja                                |
| ------ | ----------------------------------------------------------------------------------------- | ---------- | ------------------------------------------ |
| Złoto  | Takashi Ono                                                                               | Gimnastyka | Mężczyźni, drążek                          |
| Złoto  | Masaru Furukawa                                                                           | Pływanie   | Mężczyźni, stylem klasycznym na 200 metrów |
| Złoto  | Mitsuo Ikeda                                                                              | Zapasy     | Mężczyźni, styl wolny w wadze półśrednia   |
| Złoto  | Shozo Sasahara                                                                            | Zapasy     | Mężczyźni, styl wolny w wadze piórkowa     |
| Srebro | Takashi Ono                                                                               | Gimnastyka | Mężczyźni, wielobój indywidualnie          |
| Srebro | Takashi Ono, Nobuyuki Aihara, Akira Kono Masami Kubota, Masao Takemoto i Shinji Tsukawaki | Gimnastyka | Mężczyźni, wielobój drużynowy              |
| Srebro | Takashi Ono                                                                               | Gimnastyka | Mężczyźni, koń z łęgami                    |
| Srebro | Nobuyuki Aihara                                                                           | Gimnastyka | Mężczyźni, ćwiczenia na podłodze           |
| Srebro | Masami Kubota                                                                             | Gimnastyka | Mężczyźni, poręcze                         |
| Srebro | Masahiro Yoshimura                                                                        | Pływanie   | Mężczyźni, stylem klasycznym na 200 metrów |
| Srebro | Takashi Ishimoto                                                                          | Pływanie   | Mężczyźni, stylem motylkowym na 200 metrów |
| Srebro | Tsuyoshi Yamanaka                                                                         | Pływanie   | Mężczyźni, stylem dowolnym na 400 metrów   |
| Srebro | Tsuyoshi Yamanaka                                                                         | Pływanie   | Mężczyźni, stylem dowolnym 1,500 metrów    |
| Srebro | Masahiro Yoshimura                                                                        | Pływanie   | Mężczyźni, stylem klasycznym na 200 metrów |
| Brąz   | Takashi Ono                                                                               | Gimnastyka | Mężczyźni, poręcze                         |
| Brąz   | Masao Takemoto                                                                            | Gimnastyka | Mężczyźni, poręcze                         |
| Brąz   | Masao Takemoto                                                                            | Gimnastyka | Mężczyźni, kółka                           |
| Brąz   | Masami Kubota                                                                             | Gimnastyka | Mężczyźni, kółka                           |